# Ramon Zenker
Pour les articles homonymes, voir Zenker.
Ramon Zenker (né le 11 novembre 1968 à Willich) est un producteur de musique allemand. Il vit à Meerbusch. Zenker publie sous de nombreux noms différents et est impliqué dans de nombreux projets. Cela inclut des succès dans les charts comme Bellini ainsi que des actes "non commerciaux" comme Hardfloor.

## Carrière
À l'âge de douze ans, Zenker commence à jouer du clavier et apprend en même temps à jouer de la guitare basse. À la fin des années 1980, il travaille dans un studio d'enregistrement à Kaarst et avec l'opérateur de ce studio, il remporte son premier succès dans les charts en 1989 avec Honesty 69 (de) : French Kiss, une chanson house (et une reprise du morceau du même nom par Lil' Louis).
Dans les années 1990, Who Is Elvis et Forever Young (une reprise d'Alphaville) avec le projet Interactive (de) (avec Jens Lissat (de) et Marc Innocent), Acid Folk (Perplexer (de)), I Believe (Celvin Rotane (de)), Samba de Janeiro (Bellini) et Where are you (Paffendorf (de)) font notamment leur entrée dans le hit-parad. Ses productions connaissent également un grand succès à l'international. Avec le projet Fragma and Toca's Miracle, il se hisse directement au premier rang des ventes anglaises en 2000. Les singles suivants Everytime You Need Me et You Are Alive atteignent également le Top 5 anglais. En 2005, il remixe la chanson "Cha Cha Cha" du chanteur et compositeur cubain Addys Mercedes. Un remix de Toca's Miracle entre de nouveau dans le Top 20 anglais en 2008.

## Projets
- A2Z
- Ad Hoc
- Base Unique
- Brett
- Bellini
- Bellini Brothers
- Casper Klyne
- Celvin Rotane (de)
- CR2
- Da damn phreak noize Phunk
- Dance Aid
- E-Trax
- Exit EEE
- F-Action
- Fact of Spirit
- First Patrol
- Friends of Mr Cairo
- Friends of Nostradamus
- Fragma
- Hardfloor
- Interactive (de)
- Jlrz
- Junge Junge
- La Voix
- La Rocca
- Low Budget
- Luxoria
- Maxim
- Mega’Lo Mania
- Mr. Matey
- N-Core
- Neuroglider
- The Object
- Ooze
- Pacha Rebels
- Paradyze Club
- Phantomas
- Phenomenia
- Paffendorf (de)
- Perplexer (de)
- Purple Code
- Q-Ram
- Quatermain
- Rave-O-Lution
- Selda
- Soon
- STFU
- Synergist
- Supercharger
- Tainted Two
- Twin EQ
- Tom Tom
- Tool Box
- Twin EQ
- U-People
- Voodoo Nation
- Zen-Kei
- Heckmann & Zenker
- Klein & Zenker
- Moguai & Zenker